# Леко (град)
Вижте пояснителната страница за други значения на Леко.
За провинцията вижте Леко (провинция).
Лѐко (на италиански: Lecco, на местен диалект: Lèc, Лек) е град и община в северна Италия, административен център на провинция Леко в регион Ломбардия. Разположен е на 214 m надморска височина, на южноизточния бряг на езерото Лаго ди Комо. Населението на града е 48 114 души (към 30 декември 2010).